# Marcelo Tempone
Marcelo Javier Tempone (ur. 6 września 1962) – argentyński szachista, mistrz międzynarodowy od 1980 roku.

## Kariera szachowa
W 1979 odniósł największy sukces w karierze, zdobywając w Belfort tytuł mistrza świata juniorów do 17 lat. W 1980 zwyciężył w rozegranych w Cordobie mistrzostwach państw panamerykańskich juniorów do 20 lat.
Wielokrotnie startował w finałach indywidualnych mistrzostw Argentyny, zdobywając 4 medale: złoty (1987), dwa srebrne (1983, 1990) oraz brązowy (1995). Dwukrotnie reprezentował narodowe barwy na drużynowych mistrzostwach państw panamerykańskich, zdobywając srebrny (1995) oraz brązowy (1987) medal.
W 1989 zwyciężył w turnieju Magistral Internacional de Mar del Plata, był również dwukrotnym zwycięzcą otwartych turniejów rozegranych w tym mieście (1984, 1991). W 1989 zajął w Santiago II miejsce (za Gilberto Milosem) w turnieju strefowym (eliminacji mistrzostw świata), nie zdobył jednak awansu do turnieju międzystrefowego.
Najwyższy ranking w karierze osiągnął 1 lipca 1988, z wynikiem 2475 punktów zajmował wówczas 5. miejsce wśród argentyńskich szachistów. Od 2005 nie uczestniczy w turniejach klasyfikowanych przez Międzynarodową Federację Szachową.